# Anuvinakatte, Krishnarajpet
Anuvinakatte là một làng thuộc tehsil Krishnarajpet, huyện Mandya, bang Karnataka, Ấn Độ.